# 투발루 달러

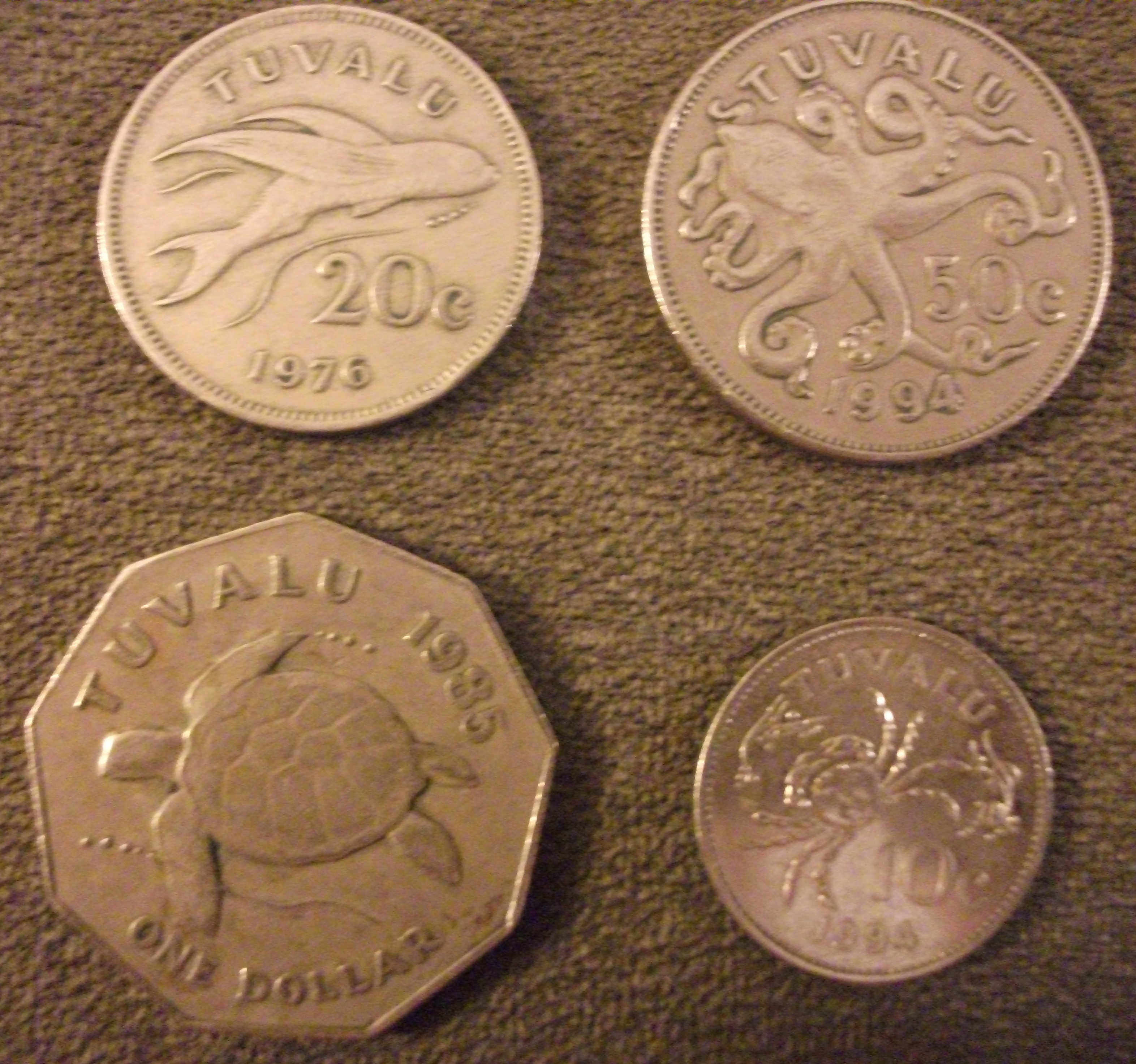

투발루 달러(Tuvaluan dollar)는 투발루의 통화이다. 독자적인 통화는 아니지만 오스트레일리아 달러와 1:1 비율로 교환된다. 투발루는 1976년에 자체적인 동전을 발행하기 시작했으며 1966년부터 1976년까지는 오스트레일리아 달러가 통용되었다. 오스트레일리아의 지폐와 동전도 함께 통용된다.

## 동전
1976년 투발루는 1, 2, 5, 10, 20, 50센트, 1달러짜리 동전을 발행했다. 50센트짜리 동전과 1달러짜리 동전을 제외한 투발루의 모든 동전들은 오스트레일리아의 동전들과 크기, 무게, 소재가 같다. 투발루의 50센트짜리 동전은 12각형인 오스트레일리아의 50센트짜리 동전에 비해 둥글며 투발루의 1달러 동전은 둥근 모양을 가진 오스트레일리아의 1달러짜리 동전과는 달리 9각형이다. 투발루는 오스트레일리아와 마찬가지로 1, 2센트짜리 동전의 발행을 중단했지만 오스트레일리아에서 통용되고 있는 2달러짜리 동전은 발행하지 않고 있다.

## 같이 보기
- 키리바시 달러